# Echipa de Cupa Davis a României
Echipa de Cupa Davis a României reprezintă România în competiția de tenis Cupa Davis, fiind guvernată de Federația Română de Tenis.
România a ajuns pe locul doi de trei ori, fiind una dintre singurele trei țări care au ajuns în finală de trei ori, dar nu au câștigat niciodată (celelalte două fiind India și Belgia).

## Istorie
România a ajuns pe locul doi de trei ori (în 1969, 1971 și 1972) și a pierdut în fața Statelor Unite de fiecare dată. Cel mai echilibrat meci a fost în 1972 când România a pierdut cu 3-2. Prima sa apariție în competiție a fost în 1922.

## Echipa actuală
Clasament la data de 9 septembrie 2024
| Jucător              | Poziție ATP      |
| -------------------- | ---------------- |
| Filip Cristian Jianu | No. 234 (simplu) |
| Cezar Crețu          | No. 292 (simplu) |
| Gabi Adrian Boitan   | No. 364 (simplu) |
| Bogdan Pavel         | No. 272 (dublu)  |
| Victor Vlad Cornea   | No. 80 (dublu)   |

## Căpitani nejucători
Aceasta este o listă a căpitanilor nejucători din ultimii ani:
- Ilie Năstase (1994)
- Florin Segărceanu (1995-2008)
- Andrei Pavel (2009-2011)
- Ciprian Porumb (2012-2013)
- Andrei Pavel (2013-2017)
- Gabriel Trifu (2018-)

## Performanțe recente

### 2010-2019
| An   | Competiție                                         | Dată                      | Loc                      | Oponent                                                          | Scor | Rezultat   |
| ---- | -------------------------------------------------- | ------------------------- | ------------------------ | ---------------------------------------------------------------- | ---- | ---------- |
| 2010 | Zona Europa/Africa grupa I, runda întâi            | BYE                       | BYE                      | BYE                                                              | BYE  | BYE        |
| 2010 | Zona Europa/Africa grupa I, sferturi de finală     | 7–9 mai                   | București (România)      | Ucraina                                                          | 3–1  | Victorie   |
| 2010 | Grupa mondială, play-off                           | 17–19 septembrie          | București (România)      | Ecuador                                                          | 5–0  | Victorie   |
| 2011 | Grupa mondială, runda întâi                        | 4–6 martie                | Buenos Aires (Argentina  | Argentina                                                        | 1–4  | Înfrângere |
| 2011 | Grupa mondială, play-off                           | 16–18 septembrie          | București (România)      | Cehia                                                            | 0–5  | Înfrângere |
| 2012 | Zona Europa/Africa grupa I, runda întâi            | BYE                       | BYE                      | BYE                                                              | BYE  | BYE        |
| 2012 | Zona Europa/Africa grupa I, runda a doua           | 6–8 aprilie               | Amsterdam (Olanda)       | Olanda                                                           | 0–5  | Înfrângere |
| 2012 | Zona Europa/Africa grupa I, runda întâi, play-off  | 14–16 septembrie          | Cluj-Napoca (România)    | Finlanda                                                         | 3–2  | Victorie   |
| 2013 | Zona Europa/Africa grupa I, runda întâi            | 1–3 februarie             | Cluj-Napoca (România)    | Danemarca                                                        | 5–0  | Victorie   |
| 2013 | Zona Europa/Africa grupa I, runda a doua           | 5–7 aprilie               | Brașov (România)         | Olanda                                                           | 0–5  | Înfrângere |
| 2014 | Zona Europa/Africa grupa I, runda întâi            | 31 ianuarie – 2 februarie | Dnipropetrovsk (Ucraina) | Ucraina                                                          | 1–3  | Înfrângere |
| 2014 | Zona Europa/Africa grupa I, runda întâi, play-off  | 12–14 septembrie          | București (România)      | Suedia                                                           | 3–1  | Victorie   |
| 2015 | Zona Europa/Africa grupa I, runda întâi            | 6–8 martie                | Sibiu (România)          | Israel                                                           | 5–0  | Victorie   |
| 2015 | Zona Europa/Africa grupa I, runda a doua           | 17–19 iulie               | Constanța (România)      | Slovacia                                                         | 2–3  | Înfrângere |
| 2016 | Zona Europa/Africa grupa I, runda întâi            | 4–6 martie                | Arad (România)           | Slovenia                                                         | 4–1  | Victorie   |
| 2016 | Zona Europa/Africa grupa I, runda a doua           | 15–17 iulie               | Cluj-Napoca (România)    | Spania                                                           | 1–4  | Înfrângere |
| 2017 | Zona Europa/Africa grupa I, runda întâi            | 3–5 februarie             | Minsk (Belarus)          | Belarus                                                          | 2–3  | Înfrângere |
| 2017 | Zona Europa/Africa grupa I, runda întâi, play-off  | 15–17 septembrie          | Wels (Austria)           | Austria                                                          | 1–4  | Înfrângere |
| 2017 | Zona Europa/Africa grupa I, runda a doua, play-off | 27–29 octombrie           | Ramat HaSharon (Israel)  | Israel                                                           | 0–5  | Înfrângere |
| 2018 | Grupa Europa/Africa grupa II, runda întâi          | 3–4 februarie             | Piatra Neamț (România)   | Luxemburg                                                        | 4–1  | Victorie   |
| 2018 | Grupa Europa/Africa grupa II, runda a doua         | 7–8 aprilie               | Cluj-Napoca (România)    | Maroc                                                            | 5–0  | Victorie   |
| 2018 | Festival de sporturi - joc amical                  | 15 iunie                  | Cluj-Napoca (România)    | Echipa mondială - Toate legendele (Goran Ivanisevic, Mike Brian) | 2–0  | Victorie   |
| 2018 | Zona Europa/Africa grupa II, runda a treia         | 15–16 September           | Cluj-Napoca (România)    | Polonia                                                          | 2–3  | Înfrângere |
| 2019 | Zona Europa/Africa grupa II, runda întâi           | 5–6 aprilie               | Piatra Neamț (România)   | Zimbabwe                                                         | 4–1  | Victorie   |

### 2020-prezent
| An        | Competiție                     | Dată                  | Loc                    | Oponent    | Scor         | Rezultat   |
| --------- | ------------------------------ | --------------------- | ---------------------- | ---------- | ------------ | ---------- |
| 2020-2021 | Grupa Mondială I, Play-off     | 7 martie 2020         |                        | China      | Neprezentare | Victorie   |
| 2020-2021 | Grupa Mondială I, runda întâi  | 18–19 septembrie 2021 | Cluj-Napoca (România)  | Portugalia | 3–1          | Victorie   |
| 2020-2021 | Grupa Mondială I, baraj        | 27–28 noiembrie 2021  | Cluj-Napoca (România)  | Peru       | 4–0          | Victorie   |
| 2022      | Grupa Mondială, baraj          | 4–5 martie            | Marbella (Spania)      | Spania     | 1–3          | Înfrângere |
| 2022      | Grupa Mondială I, runda întâi  | 16–17 septembrie      | Bratislava (Slovacia)  | Slovacia   | 1–3          | Înfrângere |
| 2023      | Grupa Mondială I, baraj        | 3–4 februarie         | Nonthaburi (Thailanda) | Thailanda  | 3–2          | Victorie   |
| 2023      | Grupa Mondială I, runda întâi  | 15–16 septembrie      | Mamaia (România)       | Taiwan     | 1–3          | Înfrângere |
| 2024      | Grupa Mondială I, baraj        | 3–4 februarie         | Ano Liosia (Grecia)    | Grecia     | 0–4          | Înfrângere |
| 2024      | Grupa Mondială II, runda întâi | 13–14 septembrie      | Craiova (România)      | China      | 3–2          | Victorie   |